# Boompoort ('s-Hertogenbosch)
De Boompoort was een stadspoort van 's-Hertogenbosch. Het was een onderdeel van de tweede ommuring van de vestingwerken rond de binnenstad. De poort stond bij de huidige Oliemolensingel.
De poort werd tussen 1350 en 1400 gebouwd. Ze had twee torens in een hoefijzervorm. Fundamenten hiervan zijn bij een archeologisch onderzoek gevonden in 1995. De poort was een waterpoort. De overloop tussen de torens was zo hoog, dat de schepen met mast en al eronderdoor konden varen. De Dieze verzandde heel erg, waardoor rond 1440 besloten werd om de stroom te verleggen.
De torens van de poort werden aan het eind van de zestiende eeuw afgebroken. De poort verloor zijn functie door de bouw van Bastion Orthenpoort, waar later de Citadel zou komen. Door de bouw van de Zuid-Willemsvaart is evenals een punt van de Citadel ook de restanten van de toren van de Boompoort afgebroken.